# Iuridae
Die Iuridae sind eine in der Türkei und in Griechenland vorkommende Familie der Skorpione mit nur zwei Gattungen. Iurus dufoureius ist mit einer Länge von bis zu 10 Zentimetern der größte in Europa beheimatete Skorpion.

## Merkmale
Bei den Iuridae haben sich sehr ursprüngliche Merkmale der Skorpione erhalten. Die Anordnung der Trichobothrien an den Beinen und die Anzahl der Zähnchen an den Scheren ähneln einander bei den beiden Gattungen der Familie so sehr, dass sie 1981 aus zwei anderen Familien ausgegliedert und in eine eigene Familie gestellt wurden. Bei der Gattung Iurus handelt es sich um große, robuste Skorpione von dunkelbrauner bis schwarzer Farbe. Die Gattung Calchas ist von mittlerer Größe, 2–5 Zentimeter lang, hellbraun bis kastanienbraun. 

## Verbreitung und Lebensraum
Die Arten dieser Skorpionsfamilie kommen nicht nur auf dem griechischen Festland, sondern auch auf Kreta und den Inseln der Ägäis vor. In der Türkei sind sie auf relativ kleine, weit voneinander entfernte Gebiete beschränkt. Im Süden reicht ihr Verbreitungsgebiet bis an die türkisch-syrische Grenze und in den Nordirak. Die biogeographische Verteilung der beiden Gattungen der Iuridae warf seit ihrer Entdeckung viele Fragen auf. Die Ausbreitung auf den griechischen Inseln und die disjunkten Vorkommen auf dem Festland spiegeln die stammesgeschichtliche Diversifikation dieser Gruppen seit dem Miozän wider. Die Iuridae sind daher oft Gegenstand phylogeographischer Forschungen.
Obwohl die Iuridae hauptsächlich an felsigen Küsten und im Gebirge leben, kommen sie nicht ohne Feuchtigkeit aus. Sie sind daher oft in der Nähe von Flüssen oder Wasserfällen zu finden. Sie suchen unter großen Steinen, Felsvorsprüngen, Nischen, vor allem aber in tiefen natürlichen Löchern Schutz vor der Hitze. Sie sind daher schwer zu finden. Auch über ihre Lebensweise ist wenig bekannt.

## Systematik
Die Familie Iuridae entstand erst 1981 als Ausgliederung der Gattung Calchas aus der Familie Chactidae und von vier weiteren Gattungen aus der Familie Vaejovidae. Sie umfasste die Gattungen:
- Iurus Thorell, 1876
- Calchas Birula, 1899
- Caraboctonus Pocock, 1893
- Hadruroides Pocock, 1893
- Hadrurus Thorell, 1876

Letztere drei Gattungen wurden 2003 in eine eigene Familie Caraboctonidae ausgegliedert. Es verblieben nur folgende Arten:
- Calchas nordmanni Birula, 1899
- Iurus dufoureius (Brullé, 1832)

### Unterarten
Iurus dufoureius wird in zwei Unterarten geteilt, Iurus dufoureius dufoureius und Iurus dufoureius asiaticus. Diese Unterarten leben schon seit dem Miozän im nordöstlichen Mittelmeerraum im heutigen Südgriechenland und der südwestlichen Türkei. Durch die tektonischen Vorgänge, die zur Herausbildung der ägäischen Inselwelt führten, wurden verschiedene Populationen von Iurus dufoureius dufoureius auf den Inseln isoliert. Die Aufspaltung in die beiden Unterarten und die Radiation der Populationen von Iurus dufoureius asiaticus sind auf ältere paläogeographische Ereignisse zurückzuführen.

### Neue Arten
Als seltene Reliktform hat auch Calchas nordmanni einen besonderen phylogenetischen Stellenwert. Die Gattung Calchas war zuerst nur aus der nordöstlichen Türkei bekannt und blieb seit ihrer Beschreibung monotypisch (mit nur einer Art). Ragnar Kinzelbach entdeckte 1980 auch in der südlichen und südöstlichen Türkei Exemplare dieses Skorpions, später wurden auch Funde auf den beiden griechischen Inseln Samos und Megisti gemacht. 
Die Funde, darunter die Sammlung des Naturhistorischen Museums Wien, wurden untersucht und im Jahr 2009 wurde die Gattung Calchas einer Revision unterzogen. Fet, Soleglad und Kovarik beschrieben die in der südlichen Türkei und auf den beiden griechischen Inseln vorkommende Klade als neue Art Calchas gruberi. 
Die in der Südosttürkei bis in den Nordirak und möglicherweise in Syrien vorkommende Population wurde als Calchas birulai ebenfalls in den Artrang erhoben.
Als dritte Art der Gattung verbleibt der in der Nordosttürkei beheimatete, von Alexei Birula 1899 beschriebene Calchas nordmanni. Die Gattung Calchas ist nach dem Seher Kalchas benannt, der die griechischen Heerführer vor Troja beriet. Die archäologischen Fundstätten von Troja liegen wie das Verbreitungsgebiet von Calchas nordmanni im Norden der Türkei.

## Iuridae und Menschen
Als Terrarientiere werden die beiden Arten dieser Familie relativ selten gehalten. Das Gift der Tiere ist weitgehend ungefährlich, sie stechen außerdem nur, wenn sie stark provoziert werden.